# Selbständiges Beweisverfahren
Das selbständige Beweisverfahren (früher: Beweissicherungsverfahren) ist im deutschen Zivilprozess ein gerichtliches Verfahren, das dem eigentlichen Zivilprozess, dem Hauptsacheverfahren, durch einen entsprechenden Antrag vorgeschaltet werden kann. Dies dient dem Zweck in Fällen mit einer gewissen Eilbedürftigkeit eine Beweissicherung zu gewährleisten, wenn hieran ein rechtliches Interesse besteht, oder auch zu dem Zweck, aufgrund der gewonnenen Ergebnisse ein weiteres streitiges Gerichtsverfahren zu verhindern. Grund ist die unter Umständen lange Verfahrensdauer, die den Verlust von Beweismitteln besorgen lässt.
Ein eigenes Verfahren ist hierfür notwendig, da ein einseitig von einer Partei eingeschalteter Gutachter nicht die Gewähr der Unabhängigkeit bietet wie ein gerichtlich bestellter Gutachter. Privatgutachten sind daher vor Gericht nicht als Beweismittel zugelassen, sondern nur als qualifizierter Parteivortrag. Eine Beseitigung des umstrittenen Zustandes nach einer solchen privaten Begutachtung kann daher zur Beweisvereitelung führen.

## Bedeutung des selbständigen Beweisverfahrens
Das selbständige Beweisverfahren dient der Prozessbeschleunigung, da es eine relativ rasche Beweiserhebung ermöglicht. Weiterhin – da es auch ohne anhängigen Rechtsstreit durchgeführt werden kann – erleichtert es unter Umständen auch die außergerichtliche Einigung der Parteien und dient somit auch der Prozessökonomie.
Im selbständigen Beweisverfahren kann es nur um Tatsachenfeststellungen gehen. Entscheidungen mit rechtlicher Wertung können nicht getroffen werden. Allerdings lässt obergerichtliche Rechtsprechung die Ermittlung einer „technischen Verursachungsquote“ zu, wenn diese Grundlage von Vergleichsverhandlungen sein kann.
Von besonderer Bedeutung ist das selbständige Beweisverfahren in zivilen baurechtlichen Streitigkeiten; es kommt aber auch in anderen Zivilprozessen vor und kann sogar in verwaltungsrechtlichen Streitigkeiten durchgeführt werden. Mittlerweile gilt es auch als gesichert, dass im Arzthaftungsprozess ein selbständiges Beweisverfahren zulässig ist.

### Das selbständige Beweisverfahren als Ausnahme vom Grundsatz der Unmittelbarkeit der Beweisaufnahme
Grundsätzlich soll sich das erkennende Gericht einen eigenen und unmittelbaren Eindruck von den strittigen und zu beweisenden Tatsachen machen (Grundsatz der Unmittelbarkeit der Beweisaufnahme). Davon macht die ZPO durch das selbständige Beweisverfahren § 485 ZPO folgende eine Ausnahme. Diese Durchbrechung des Grundsatzes der Unmittelbarkeit der Beweisaufnahme ist nach § 485 ZPO auf Ausnahmen beschränkt, wenn ein berechtigtes Interesse der antragstellenden Partei vorliegt und dem Gericht im Antrag dargelegt wird. Zweck des § 485 Abs. 1 ZPO ist es, drohenden Beweisverlust bzw. eine Erschwerung des Beweises zu verhindern. Der Gesetzgeber erweiterte am 17. Dezember 1990 mit dem § 485 Abs. 2 ZPO die Möglichkeiten, ein selbständiges Beweisverfahren zu beantragen, indem er das rechtliche Interesse erweiterte. Es wurde allgemeiner gefasst und wird gesetzlich vermutet, wenn es der Prozessvermeidung dient.

## Rechtliche Grundlagen im Zivilprozess
Das selbständige Beweisverfahren ist in den §§ 485 bis § 494a ZPO geregelt.

### Voraussetzungen des selbständigen Beweisverfahren nach § 485 ZPO
Zu unterscheiden sind drei Arten von Voraussetzungen für die Durchführung des selbständigen Beweisverfahrens:
- Die Durchführung eines Beweisverfahrens mit Zustimmung des Gegners (§ 485 Abs. 1 1. Hs. ZPO).
- Wenn die Beweiserhebung durch Verlust der Beweismittel gefährdet ist. (§ 485 Abs. 1 2. Hs. ZPO) (Beweismittelverlust ist ein Unterfall des rechtlichen Interesse)
- Die Durchführung eines Beweisverfahrens nach § 485 Abs. 2 ZPO, wenn ein rechtliches Interesse an der Feststellung der in § 485 Abs. 2 ZPO genannten Tatsachen besteht. Das rechtliche Interesse nach § 485 Abs. 2 ZPO wird gesetzlich vermutet, wenn es der Prozessvermeidung dienen kann. Das Beweisverfahren wird auf die schriftliche Begutachtung durch einen Sachverständigen wie folgt beschränkt,
  - Nach § 485 Abs. 2 Satz 1 Nr. 1 ZPO: Zustand oder der Wert einer Sache oder der Zustand einer Person.
  - Nach § 485 Abs. 2 Satz 1 Nr. 2 ZPO: Die Ursache eines Personen- oder Sachschadens oder eines Sachmangels.
  - Nach § 485 Abs. 2 Satz 1 Nr. 3 ZPO: Der Beseitigungsaufwand für die Beseitigung eines Personen- oder Sachschadens oder eines Sachmangels.

### Allgemeine Voraussetzungen für ein zulässiges Beweisverfahren
Die sachliche und örtliche Zuständigkeit richtet sich grundsätzlich nach der Zuständigkeit im Hauptsacheverfahren (§ 486 Abs. 1 und 2 ZPO). Entscheidend ist hierbei, ob nach dem Parteivortrag das Gericht zuständig ist. Nur wenn in der Folge einer besonderen Gefahr die Beweiserhebung nicht mehr möglich sein würde, ist das Amtsgericht ausnahmsweise zuständig, in dessen Bezirk sich eine zu vernehmende oder zu begutachtende Person aufhält oder eine in Augenschein zu nehmende oder zu begutachtende Sache sich befindet (§ 486 Abs. 3 ZPO).
Soweit ein selbständiges Beweisverfahren vor einem unzuständigen Gericht durchgeführt wurde, kann dies im Hauptsacheverfahren vom Antragsteller nicht mehr gerügt werden (§ 486 Abs. 2 Satz 2 ZPO). Entsprechende Unzuständigkeitsrügen sind daher noch im selbständigen Beweisverfahren zu erheben. Der Antragsgegner kann jedoch die Unzuständigkeit auch noch im Hauptsacheverfahren rügen, wodurch nach einem Verweis an das zuständige Gericht das Ergebnis des selbständigen Beweisverfahrens nicht mehr als Beweismittel zu verwerten wäre.
Weiter ist, sofern bereits eine Begutachtung erfolgte, nach § 485 Abs. 3 ZPO eine erneute Begutachtung im Rahmen eines selbständigen Beweisverfahrens nur bei Vorliegen der Voraussetzungen des § 412 ZPO möglich; § 412 ZPO lässt dabei eine erneute Begutachtung nur zu, wenn der Sachverständige erfolgreich wegen Besorgnis der Befangenheit abgelehnt wurde oder aber das erstellte Gutachten unzureichend ist.
Unerheblich ist hierbei, ob diese Anordnung der Begutachtung in einem früheren oder noch nicht abgeschlossenen Prozess, in einem früheren Beweisverfahren oder im selben Beweisverfahren erfolgte. Aus diesem Grunde ist auch ein Gegenantrag zum selben Beweisthema unzulässig.

### Zulässigkeit des einverständlichen Beweisverfahrens
Ein einvernehmliches Beweisverfahren ist stets zulässig. Es kann namentlich auch dann beantragt werden, wenn ein Rechtsstreit bereits anhängig oder rechtshängig ist, aber auch ohne dass dies der Fall ist.
Zu beachten ist, dass die einmal erteilte Zustimmung zur Durchführung des Beweisverfahrens nicht während des Verfahrens zurückgenommen werden kann. Es ist also nicht möglich, ein solches einverständliches Verfahren nun an höheren Zulässigkeitsvoraussetzungen der anderen Arten des selbständigen Beweisverfahrens zu messen.

### Zulässigkeit eines Beweisverfahrens wegen Besorgnis des Verlustes des Beweismittels
Es muss die Gefahr bestehen, dass das Beweismittel verloren geht oder die Nutzung erschwert wird. Dies ist etwa häufig bei Baumängeln der Fall, deren Feststellung bei weiterem Baufortschritt erschwert ist oder wenn sich ein Zeuge für längere Zeit ins Ausland begibt oder er in einem hohen Alter schwer erkrankt ist. Ein auf § 485 Abs. 1 2. Hs. ZPO gestützter Antrag kann im Einzelfall rechtsmissbräuchlich und damit unzulässig sein, wenn die unveränderte Erhaltung des derzeitigen Zustandes möglich und zumutbar ist.
Für die Zulässigkeit des selbständigen Beweisverfahrens ist unwichtig, ob das Beweisthema erheblich ist oder ob für das Hauptsacheverfahren Erfolgsaussicht besteht.

### Zulässigkeit eines Beweisverfahrens nach § 485 Abs.2 ZPO
Ein Beweissicherungsverfahren nach § 485 Abs. 2 ZPO setzt das Bestehen eines rechtlichen Interesses voraus. Der Begriff ist eher weit zu verstehen. Ein rechtliches Interesse liegt vor, wenn ein Beweisverfahren geeignet ist, einen Rechtsstreit zwischen den Parteien zu vermeiden. Hierfür genügt es, dass nach dem Sachvortrag der Beweisantrag geeignet ist, die Feststellung von Ansprüchen zwischen den Parteien festzustellen. Daher genügt es, wenn ein Rechtsverhältnis zwischen den Parteien behauptet wird. Schon drohende Verjährung kann dann das rechtliche Interesse begründen. Ein rechtliches Interesse entfällt aber, wenn Ansprüche zwischen den Parteien nach dem Sachvortrag nicht vorliegen können. Es entfällt weiter, wenn ein Rechtsstreit zwischen den Parteien nicht vermeidbar ist oder bereits eine gerichtliche Entscheidung oder ein Vergleich vorliegt. Entgegen einer früher zuweilen vertretenen Ansicht entfällt ein solches Interesse nicht automatisch im Arzthaftungsprozess, wenn auch das selbständige Beweisverfahren dort seltener vorkommen mag.
Nach einem Personenschaden ist es grundsätzlich zulässig, den entgangenen Gewinn gemäß § 485 Abs. 2 Satz 1 Nr. 3 ZPO festzustellen. Der Antragsteller muss ausreichende Anknüpfungstatsachen für die begehrte Feststellung durch den Sachverständigen vortragen. Insbesondere ist es dem Gericht grundsätzlich verwehrt, bereits im Rahmen des selbständigen Beweisverfahrens eine Schlüssigkeits- oder Erheblichkeitsprüfung vorzunehmen. Dementsprechend kann ein rechtliches Interesse nur in völlig eindeutigen Fällen verneint werden, in denen evident ist, dass der behauptete Anspruch keinesfalls bestehen kann. … Nach diesen Grundsätzen ist der Antrag auf Durchführung eines selbständigen Beweisverfahrens zur Ermittlung des dem Antragsteller entgangenen Gewinns grundsätzlich zulässig, weil der Antragsteller ein rechtliches Interesse daran hat, den Aufwand für die Beseitigung eines von ihm erlittenen Personenschadens festzustellen (§ 485 Abs. 2 Satz 1 Nr. 3 ZPO). Die Feststellung des dem Antragsteller möglicherweise entgangenen Gewinns durch eine schriftliche Begutachtung kann der Vermeidung eines Rechtsstreits dienen. Es handelt sich auch um die Feststellung des Aufwands für die Beseitigung eines Personenschadens. Zu den Personenschäden gehören nämlich auch solche Nachteile, die auf die Gesundheitsverletzung zurückzuführen sind, also sich als Folge aus dem in der Person entstandenen Schaden ergeben. Ist wegen der Verletzung einer Person Schadensersatz zu leisten, kann der Geschädigte gemäß § 249 BGB Ersatz der erforderlichen Herstellungskosten verlangen, d. h. insbesondere die Kosten für notwendige Heilbehandlungen sowie Kur- und Pflegekosten. Daneben umfasst der zu ersetzende Schaden gemäß § 252, § 842 BGB auch den entgangenen Gewinn.

### Durchführung der Beweisaufnahme
Die Durchführung der Beweisaufnahme richtet sich nach den allgemeinen Vorschriften.

### Folgen der Durchführung eines selbständigen Beweisverfahrens
Zunächst führt die Durchführung eines selbständigen Beweisverfahren zur Hemmung der Verjährung nach § 204 Abs. 1 Nr. 7 BGB.
Weiter können nach der Durchführung eines selbständigen Beweisverfahren sich beide Prozessparteien auf das Ergebnis des Beweissicherungsverfahrens berufen, als wenn der Beweis im Hauptprozess selbst erhoben worden wäre (§ 493 ZPO). Eine erneute Begutachtung kann nur im Rahmen des § 412 ZPO durchgeführt werden oder wenn die Gegenpartei widerspricht und weiter unverschuldet nicht erschienen war (§ 493 Abs. 2 ZPO).

### Streitverkündung im selbständigen Beweisverfahren
Die Streitverkündung ist auch bereits im selbständigen Beweisverfahren zulässig, obwohl § 72 Abs. 2 ZPO von einem Rechtsstreit spricht. Hinsichtlich des Ergebnisses des selbständigen Beweisverfahrens tritt insofern auch die Interventionswirkung des § 68 ZPO ein.

## Selbständiges Beweisverfahren im Verwaltungsprozess
Nach § 98 VwGO sind die §§ 484–494 ZPO auch im Verwaltungsgerichtsprozess anwendbar. Ein selbständiges Beweisverfahren kann daher auch vor den Verwaltungsgerichten durchgeführt werden. Die zum Zivilprozess dargelegten Grundsätze gelten dabei entsprechend. Es ist deshalb möglich, etwa bereits im Widerspruchsverfahren ein selbständiges Beweisverfahren vor den Verwaltungsgerichten durchzuführen.
Personen- und Sachschäden sind im Rahmen der Amtshaftung der ordentlichen Gerichtsbarkeit zugewiesen.
Da es deshalb im Verwaltungsprozess nicht um Sach- und Personenschaden und auch nicht um Sachmängel gehen kann, beschränkt sich das selbständige Beweisverfahren hier auf Fälle, in denen es einvernehmlich durchgeführt wird oder der Verlust von Beweismitteln zu besorgen ist.

## Beweissicherung im Strafprozess
§ 285 Abs. 1 Satz 2 StPO sieht die Möglichkeit vor, zur Beweissicherung auch in Abwesenheit des Beschuldigten ein Verfahren zu eröffnen. Eine Hauptverhandlung findet jedoch nicht statt (§ 285 Abs. 1 Satz 1 StPO). Das Verfahren richtet sich hierbei nach den § 286 bis § 294 StPO (§ 285 Abs. 2 StPO).
Voraussetzung ist hierbei weniger, dass mögliche Beweismittel möglicherweise nicht in einem langen Prozess herangezogen werden können, sondern dass der Beschuldigte voraussichtlich nicht zu einer noch rechtzeitigen Hauptverhandlung zur Verfügung steht – etwa weil er sich auf Dauer im Ausland aufhält.

## Rechtslage in Österreich
In den §§ 384 bis 389 der Österreichischen Zivilprozessordnung sind vergleichbare Regelungen zur Beweissicherung wie im deutschen Prozessrecht vorgesehen. Auch in Österreich ist Voraussetzung, dass ein Beweismittel zum Zeitpunkt der Beweisaufnahme während des Zivilverfahrens nicht mehr oder nur unter erschwerten Bedingungen verfügbar ist oder der gegenwärtige Zustand einer Sache festgestellt werden soll. Berechtigt zum Durchführen ist die beweisführende Partei. Zuständig ist grundsätzlich das Prozessgericht und in eiligen Fällen oder wenn ein Rechtsstreit noch nicht anhängig ist das örtlich zuständige Bezirksgericht.